# Tomori Kusunoki
Tomori Kusunoki (楠木 ともり Kusunoki Tomori?, Tokio, Japón, 22 de diciembre de 1999) es una seiyū japonesa que actualmente está vinculada con la agencia Sony Music Artists. Hizo su debut como seiyū en 2017. Ese mismo año fue elegida para ponerle voz a Kirara, la heroína del juego móvil japonés Kirara Fantasia. También es la voz de los personajes principales en Märchen Mädchen y Sword Art Online Alternative: Gun Gale Online. En 2019, ganó el premio a la Mejor Actriz Revelación de los Seiyu Awards junto con Manaka Iwami, Coco Hayashi, Rina Hon'izumi y Kaede Hondo.

## Biografía
Kusunoki se interesó en el mundo del entretenimiento desde niña. A los 3 años comenzó a tomar lecciones de piano. Durante sus años de secundaria fue miembro de la banda de música de su instituto, y miembro de un club de música. También fue presidenta del consejo estudiantil.
Durante su segundo año en el instituto, se interesó por el anime. Le gustó especialmente la serie Kobato. y la representación del personaje principal realizada por la seiyū Kana Hanazawa, que la inspiró a convertirse en seiyū. Decidió participar en una audición realizada por la agencia Sony Music Artists. Como temía no pasar la audición de seiyu por su falta de experiencia, optó a un puesto como cantante. Terminó recibiendo el premio especial en la audición.
Kusunoki hizo su debut como seiyū 2017, interpretando un papel secundario en la serie de anime Eromanga Sensei.  En junio de 2017, fue elegida para su primer papel principal como Kirara en el juego móvil Kirara Fantasia.  En 2018, fue elegida como Hazuki Kagimura, la protagonista de la serie de anime Märchen Mädchen. También interpretó el papel de Llenn en la serie de anime Sword Art Online Alternative: Gun Gale Online, en la que también canta el tema final "To see the future".
En 2021, a Kusunoki se le diagnosticó un trastorno congénito que le provocó una tendencia a sentir dolor y entumecimiento al realizar danzas y otras actividades extenuantes que implican grandes movimientos. Debido a esto, Kusunoki se ha abstenido de cualquier actividad que involucre grandes movimientos tanto en sus actividades en solitario como en las actuaciones en las que participó.
En 2022, se confirmó que Kusunoki había sido diagnosticado con el síndrome de Ehlers-Danlos. El sitio web oficial de Love Live! También anunció que se retiraría de las voces de Setsuna Yūki y Nana Nakagawa el 31 de marzo de 2023.

## Filmografía
Los papeles principales están en negrita

### Anime
| Año  | Título                                                                                             | Papel                     | Refs.         |
| ---- | -------------------------------------------------------------------------------------------------- | ------------------------- | ------------- |
| 2017 | Kujira no Kora wa Sajō ni Utau                                                                     | Suzu                      | [ 3 ]         |
| 2017 | Eromanga Sensei                                                                                    | Estudiante de secundaria  | [ 4 ]         |
| 2017 | Senki Zesshō Symphogear AXZ                                                                        | Chica                     |               |
| 2017 | Just Because!                                                                                      | Miembro del club de radio |               |
| 2017 | Shōjo Shūmatsu Ryokō                                                                               | Estudiante A              |               |
| 2018 | Slow Start                                                                                         | Miki Tokura               | [ 5 ]         |
| 2018 | Märchen Mädchen                                                                                    | Hazuki Kagimura           | [ 6 ]         |
| 2018 | Kiratto Pri Chan                                                                                   | Hikari Momoyama           |               |
| 2018 | Sword Art Online Alternative Gun Gale Online                                                       | Karen Kohiruimaki         | [ 7 ]         |
| 2018 | Akanesasu Shōjo                                                                                    | Mayuki Yamanashi          | [ 8 ]         |
| 2018 | Anima Yell!                                                                                        | Kotetsu Tatejima          | [ 9 ]         |
| 2018 | Release the Spyce                                                                                  | Ichika Saiga              |               |
| 2019 | Kiratto Pri Chan Season 2                                                                          | Hikari Momoyama           |               |
| 2019 | Assasin's Pride                                                                                    | Melida Angel              |               |
| 2019 | Kabukichō Sherlock                                                                                 | Juli                      |               |
| 2019 | Piano no Mori                                                                                      | Emilia                    |               |
| 2019 | ACTORS -Songs Connection-                                                                          | Hina Koji                 |               |
| 2020 | Yu☆Gi☆Oh! Sevens                                                                                   | Romin Kirishima           |               |
| 2020 | Kiratto Pri Chan Season 3                                                                          | Hikari Momoyama           |               |
| 2020 | Maō Gakuin no Futekigōsha                                                                          | Misha Necron              |               |
| 2020 | Deca-Dence                                                                                         | Natsume                   | [ 10 ]        |
| 2020 | Majo no Tabitabi                                                                                   | Selena                    | [ 11 ]        |
| 2020 | Love Live! Nijigasaki High School Idol Club                                                        | Yuki Setsuna              |               |
| 2021 | Wonder Egg Priority                                                                                | Neiru Aonuma              | [ 12 ]        |
| 2021 | Seirei Gensōki                                                                                     | Latifa                    | [ 13 ]        |
| 2021 | Muv-Luv Alternative                                                                                | Sumika Kagami             | [ 14 ]        |
| 2021 | Kemono Jihen                                                                                       | Momoka Kaga               |               |
| 2021 | Senpai ga Uzai Kōhai no Hanashi                                                                    | Futaba Igarashi           | [ 15 ]        |
| 2022 | Love Live! Nijigasaki High School Idol Club 2nd Season                                             | Yuki Setsuna              |               |
| 2022 | Aharen-san wa Hakarenai                                                                            | Hanako Satō               | [ 16 ]        |
| 2022 | Yu☆Gi☆Oh! Go Rush!!                                                                                | Romin Kirishima           |               |
| 2022 | Prima Doll                                                                                         | Karasuba                  | [ 17 ]        |
| 2022 | Muv-Luv Alternative 2nd Season                                                                     | Sumika Kagami             |               |
| 2022 | Chainsaw Man                                                                                       | Makima                    | [ 18 ]        |
| 2022 | Fumetsu no Anata e Season 2                                                                        | Hisame                    |               |
| 2023 | Spy Kyōshitsu                                                                                      | Annette                   | [ 19 ]        |
| 2023 | Nijiyon Animation                                                                                  | Setsuna Yuki              | [ 20 ]        |
| 2023 | Tsundere Akuyaku Reijō Lieselotte to Jikkyō no Endō-kun to Kaisetsu no Kobayashi-san               | Lieselotte Riefenstahl    | [ 21 ]        |
| 2023 | Maō Gakuin no Futekigōsha II                                                                       | Misha Necron              |               |
| 2023 | Eiyū-Ō, Bu o Kiwameru Tame Tensei-Su: Soshikite, no Minarai Kishi                                  | Leone Olfa                | [ 22 ]        |
| 2023 | Mahō Shōjo Magical Destroyers                                                                      | Kyōtarō                   | [ 23 ]        |
| 2023 | Zom 100: Zombie ni Naru made ni Shitai 100 no Koto                                                 | Shizuka Mikazuki          | [ 24 ]        |
| 2023 | Spy Kyōshitsu 2nd Season                                                                           | Annette                   | [ 25 ] [ 26 ] |
| 2023 | Keiken Zumi na Kimi to, Keiken Zero na Ore ga, Otsukiai Suru Hanashi                               | Akari Tanikita            | [ 27 ]        |
| 2023 | Buta no Liver wa Kanetsu Shiro                                                                     | Jess Yesma                | [ 28 ]        |
| 2023 | KamiErabi God.app                                                                                  | Iyo Funata                | [ 29 ]        |
| 2023 | Rail Romanesque 2nd Season                                                                         | Mumumu                    | [ 30 ]        |
| 2023 | Hikikomari Kyūketsu Hime no Monmon                                                                 | Terakomari Gandesblood    | [ 31 ]        |
| 2023 | Tearmoon Teikoku Monogatari                                                                        | Anne Littstein            | [ 32 ]        |
| 2024 | Mato Seihei no Slave                                                                               | Aoba Wakura               | [ 33 ]        |
| 2024 | Sword Art Online Alternative Gun Gale Online II                                                    | Karen Kohiruimaki         | [ 34 ]        |
| 2025 | Tomodachi no Imōto ga Ore ni Dake Uzai                                                             | Mashiro Tsukinomori       | [ 35 ] [ 36 ] |
| 2025 | S Rank Monster no “Behemoth” dakedo, Neko to Machigawarete Elf Musume no Pet Toshite Kurashitemasu | Vulcan                    | [ 37 ]        |
| 2025 | Witch Watch                                                                                        | Nemu Miyao                | [ 38 ]        |
| 2025 | Isekai Mokushiroku Mynoghra                                                                        | Atou                      | [ 39 ]        |

### Películas
| Año  | Título                  | Papel     | Refs.  |
| ---- | ----------------------- | --------- | ------ |
| 2020 | High School Fleet Movie | Azumi Abe | [ 40 ] |

### ONAs
| Año  | Título                               | Papel             | Refs.  |
| ---- | ------------------------------------ | ----------------- | ------ |
| 2017 | Kirara Fantasia                      | Kirara            | [ 41 ] |
| 2019 | Shōjo☆Conto All Starlight            | Tamao Tomoe       | [ 42 ] |
| 2022 | Petit Seka                           | Kanade Yoisaki    | [ 43 ] |
| 2022 | Tiger & Bunny 2                      | Lara Tchaikoskaya | [ 44 ] |
| 2022 | Bastard Ankoku no Hakaishin          | Yoko Tia Noto     | [ 45 ] |
| 2022 | Bastard Ankoku no Hakaishin Part 2   | Yoko Tia Noto     | [ 46 ] |
| 2022 | Tiger & Bunny 2 Part 2               | Lara Tchaikoskaya |        |
| 2023 | Bastard Ankoku no Hakaishin Season 2 | Yoko Tia Noto     |        |

### OVAs
| Año  | Título                    | Papel            | Refs. |
| ---- | ------------------------- | ---------------- | ----- |
| 2023 | Azur Lane: Queen's Orders | Seattle, Glasgow |       |

### Videojuegos
- Kirara Fantasia (2017) como Kirara[47]
- Love Live! School Idol Festival All Stars (2018) como Setsuna Yūki[48]
- Revolve (2017) como Mei Shirayuki
- Sword Art Online: Fatal Bullet (2018) como Llenn[49]
- Revue Starlight Re Live (2019) como Tamao Tomoe
- Project Sekai: Colorful Stage! feat. Hatsune Miku (2020) como Kanade Yoisaki
- Alchemy Stars (2021) como Vice
- Magia Record: Puella Magi Madoka Magica Gaiden (2023) como Ebony
- Honkai: Star Rail  (2024) como Firefly